# Амалек (сын Элифаза)
Амале́к (Амали́к; др.-евр. עמלק‬; Amalek) — библейский ветхозаветный персонаж; сын Элифаза, внук Исава; считается родоначальником ханаанейского племени амалекитян (амаликитян), хотя об этом народе упоминается ещё задолго до рождения Амалика (Быт. 14:7).
Амалек — первый враг, напавший на евреев после того, как они, свободные, вышли из Египта. В Пятикнижии дважды упоминается как враг еврейского народа, с которым должно бороться, пока память о нём на земле не будет совершенно изглажена. Вследствие вековой вражды между евреями и амалекитянами, имя Амалека стало у позднейших каббалистов синонимом начала зла и нечистой силы.
У арабов существует предание, что он был сыном Хама.

## Происхождение
Амалек был сын Элифаза и его наложницы Фамны (другие имена: Фимна, Тимна), происходившей из племени пещерных жителей хоритов (хорреян; хорреев; Быт. 36:12).
Имя Амалека часто служит в Библии названием всего бедуинского племени амалекитян (амалик), также как имя Иакова — Израиль — обозначает и израильский народ. Библия сообщает, что здесь речь, вероятно, идёт не о генеалогии всего народа, а об отдельной его ветви, возникшей от смешения эдомитян и настоящих амалекитян. Согласно книге Бытия (14:7), победив амалекитян, царь Эламский во время Авраама — Кедорлаомер, предпринявший, в союзе с тремя другими царями Востока, поход на Палестину, чтобы наказать возмутившихся царей пяти городов на месте нынешнего Мёртвого моря (Содома, Гоморры, Адмы, Цевоим и Белы), — оттеснил их от источника «Мишпат», который есть Кадес, и от Хацацона-Тамар (ныне Эйн-Геди). Итак, эта народность уже во времена патриарха Авраама должна была уйти к западу и к юго-западу от Мёртвого моря вплоть до Синайского полуострова. А в Чис. 24:20 Валаам называет Амалека первенцем народов (ראשית גוים).

## В агадической литературе
В таннаитской агаде первого столетия под Амалеком подразумевается Рим, хотя последний довольно часто отождествляется также с Эдомом (более известным как Исав), от которого произошёл Амалек (Быт. 36:16). Будучи в родстве с Израилем, Амалек всё же питал к нему ненависть; он унаследовал её от Исава, брата Иакова. Другие племена не решались наносить вред избранному Богом народу, но дурной пример Амалека ободрял их, и они присоединялись к его набегам. «Подобно разбойнику он поджидал Израиля на большой дороге, словно рой пчелиный или пиявка, жаждущая крови»; «как ядовитые мухи охотнее пристают к язвам на теле человека, так и Амалек высматривал слабые стороны еврейского народа, чтобы там поразить его». Амалек спешил за сотни миль, чтобы преградить путь Израилю: «Получив из египетских архивов список колен израильских, Амалек стал поимённо вызывать одно колено за другим, якобы с целью вступить с ними в переговоры, а затем предательски напал на них; впрочем, он умертвил только грешных, судьба которых была уже предопределена».
Некоторые думают, что Амалек прибегал к чародейству, чтобы обеспечить себе победу. «Более того, он издевался над их трупами и насмехался над знаком Авраамова союза». В раввинской литературе этому эпизоду приписывается чисто моральное значение. Амалек был лишь бичом в руках Господа для наказания Израиля, ставшего «слабым и утомлённым» (Втор. 25:18) в исполнении заповедей Божиих. У них ослабела вера (игра слов: «рефидим» = рафу ядаим, «руки ослабели»), и потому они говорили: «Есть ли Господь среди нас или нет?» (Исх. 17:7, 8). Грешившие перед Господом израильтяне вернулись к Нему снова, как только Амалек пришёл, чтобы подобно собаке укусить их. Тогда Моисей постился и молился, говоря: «О Господи, кто в будущем будет распространять закон твой, если Амалеку удастся уничтожить народ сей?». И с воздетыми руками, держа свой жезл против неба, Моисей воодушевлял Иисуса Навина и народ своей верой, пока не была одержана победа.
Как ни жестоко было повеление истребить память Амалека, Талмуд находит ему оправдание в том, что благодаря снисходительности, оказанной царём Саулом Агагу, царю амалекитян (1Цар. 15:9), стало возможным появление на свет Амана, потомка Агага (Есф. 3:1). Поэтому ежегодно в ближайшую перед Пуримом субботу в синагогах читается отрывок Писания: «Помни, как поступил с тобою Амалек» (Втор. 25:17—19).
Относительно замечательной клятвы «Так рука на престоле Господа: у Господа война против Амалека из рода в род» талмудисты говорят: «Никогда престол Господа — Бога правды, правосудия и любви — не будет упрочен, пока семя Амалека, воплощение злобы и преступления, не будет искоренено навсегда». С этого времени имя Амалека стало нарицательным для именования еврейских врагов.